# Into the Labyrinth (album de Saxon)
Pour les articles homonymes, voir Into the Labyrinth.
Albums de Saxon
The Inner Sanctum
(2007) Call to Arms
(2011)
Into the Labyrinth est le 18e album studio du groupe de heavy metal anglais Saxon, sorti le 9 janvier 2009.

## Liste des morceaux
Musiques de Biff Byford, Doug Scarratt, Paul Quinn, Nigel Glockler, Timothy "Nibbs" Carter - Paroles de Biff Byford
| No  | Titre                                      | Auteur | Durée |
| --- | ------------------------------------------ | ------ | ----- |
| 1.  | Battalions of Steel                        |        | 6:54  |
| 2.  | Live to Rock                               |        | 5:30  |
| 3.  | Demon Sweeney Todd                         |        | 3:53  |
| 4.  | The Letter                                 |        | 0:42  |
| 5.  | Valley of the Kings                        |        | 5:04  |
| 6.  | Slow Lane Blues                            |        | 4:08  |
| 7.  | Crime of Passion                           |        | 4:05  |
| 8.  | Premonition in D Minor                     |        | 0:40  |
| 9.  | Voice                                      |        | 4:35  |
| 10. | Protect Yourselves                         |        | 3:56  |
| 11. | Hellcat                                    |        | 3:56  |
| 12. | Come Rock of Ages (The Circle Is Complete) |        | 3:54  |
| 13. | Coming Home (Bottleneck version)           |        | 3:12  |

## Les musiciens
- Biff Byford (chant, guitares, claviers)
- Doug Scarratt (guitares)
- Paul Quinn (guitares)
- Nibbs Carter (basse)
- Nigel Glockler (batterie, claviers)
- Matthias Ulmer (claviers)
- Toby Jepson, Hacky Hackmann, Biff Byford (chœurs)

## Crédits
- Produit & Réalisé par Charlie Bauerfeind
- Producteur exécutif : Biff Byford
- Enregistré au Twilight Hall de Kerfeld (Allemagne), assistance de Daniel Klecker
- Pochette : Biff Byford (concept), Paul Raymond Gregory
- Management : Thomas Jensen